# Вудс, Тайгер
Э́лдрик Тонт (Тайгер) Вудс (англ. Eldrick Tont "Tiger" Woods; род. 30 декабря 1975 года, Сайпресс, Калифорния, США) — американский гольфист, 15-кратный победитель турниров «Мэйджор» (второе место в истории вслед за Джеком Никлаусом с 18 победами). Спортсмен года Laureus World Sports Awards: 2000, 2001. Имеет множество рекордов по гольфу.
В мае 2019 года Вудс был награждён Президентской медалью свободы от Дональда Трампа, став четвёртым игроком в гольф, удостоенным этой награды. В 2021 году избран во Всемирный зал славы гольфа.
Всего за карьеру выиграл 82 турнира PGA Тура (второе место в истории с Сэмом Снидом) и 40 турниров Европейского тура (третье место в истории после Сева Бальестероса и Бернхарда Лангера).
Первый спортсмен-миллиардер, но большую часть денег (около 90 %) заработал не на гольф-поле, а на рекламе.

## Победы на турнирах «Мэйджор»
- Мастерс — 5 раз: 1997, 2001, 2002, 2005, 2019
- Открытый чемпионат США — 3 раза: 2000, 2002, 2008
- Открытый чемпионат Великобритании — 3 раза: 2000, 2005, 2006
- Чемпионат PGA — 4 раза: 1999, 2000, 2006, 2007

## Биография

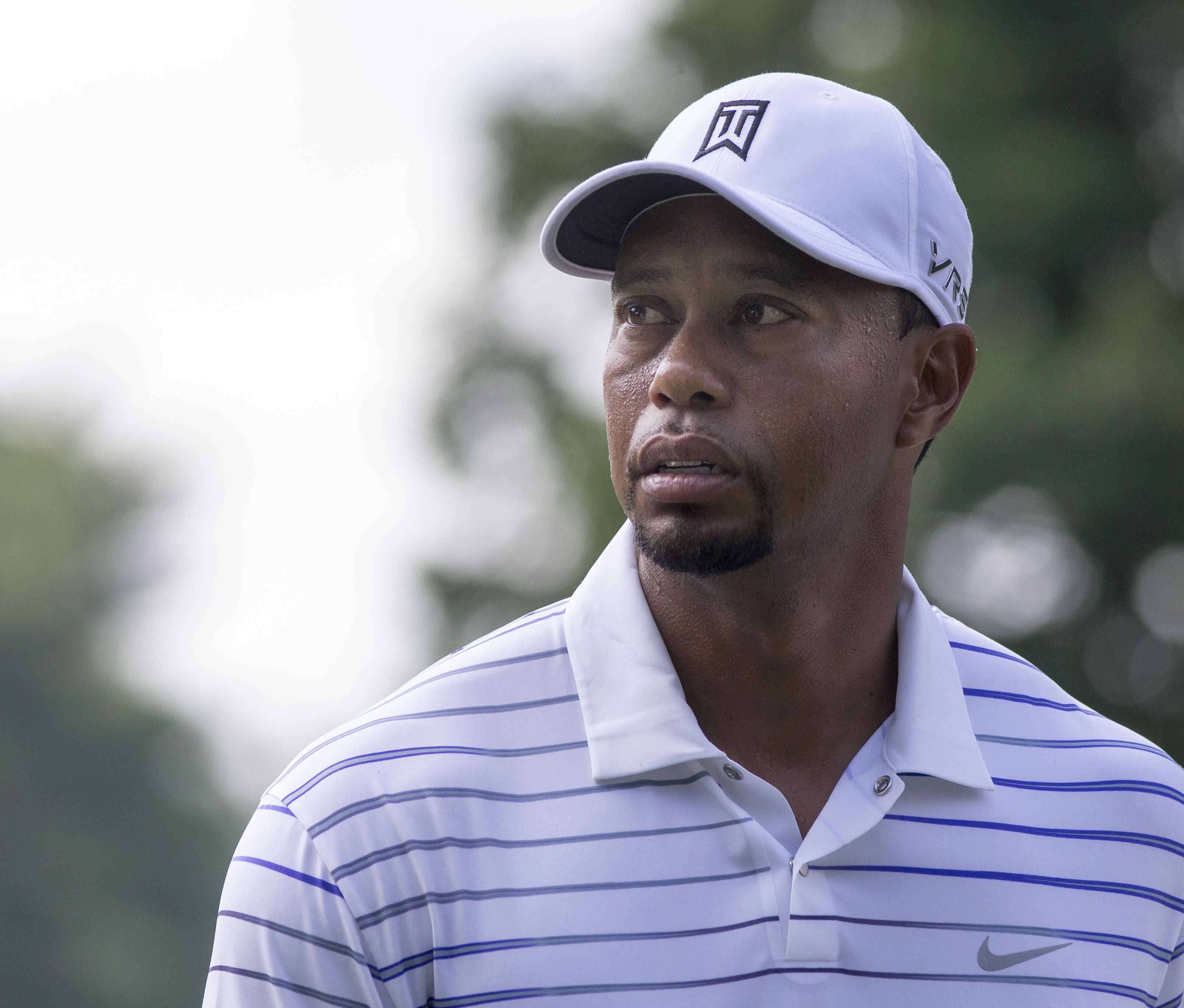
Тайгер Вудс в 2014 году

5 октября 2004 женился на шведской модели Элин Нордегрен.
18 июня 2007 года у него родилась дочь Сэм Алексис Вудс. 8 февраля 2009 года у него родился сын Чарли Аксель Вудс.
В декабре 2009 года объявил о том, что он на неопределённое время уходит из спорта ради сохранения семьи. Как уточняет американская пресса, решение спортсмена связано с его изменами супруге. Она согласилась остаться в семье на определённых условиях, в числе которых — запрет на поездки в одиночку для участия в турнирах до тех пор, пока не подрастут дети.
В апреле 2010 года вернулся в большой гольф.
С 2001 года был лидером рейтинга журнала «Форбс». В 2012 году он упал на две позиции и занимает лишь третье место. За отчетный период Вудс заработал 59,4 миллиона долларов. По сравнению с рейтингом 2009 года доход Вудса сократился вдвое.
Основал фонд Тайгера Вудса, который помогает заниматься гольфом детям из бедных афроамериканских семей.
Этот фонд организовывет ежегодный благотворительный чемпионат под названием Hero World Challenge. Турнир проходит в декабре на Багамских островах и включает в себя 18 лучших мировых игроков на текущий момент.
Тайгер Вудс снимался для рекламных кампаний Nike, Buick и Gillette.
Тайгер Вудс работал над проектами гольф-полей в американском штате Северная Каролина и в Дубае. Также по проекту Вудса строится гольф-курорт в Мексике.
Выпущена компьютерная игра Тайгер Вудс ПГА Тур Гольф 08 (Tiger Woods PGA Tour 08).
На интернет-аукционе eBay за $425000 была продана партия в гольф с Тайгером Вудсом.
В 2013—2015 годах сожительствовал со знаменитой горнолыжницей Линдси Вонн.
В мае 2017 года Тайгер Вудс был задержан полицией в невменяемом состоянии из-за чрезмерного употребления лекарств. После лечения в реабилитационной клинике, он решил открыть собственный реабилитационный центр.
В 2019 году выиграл свой 15-й в карьере мейджор, победив на турнире Мастерс. С последней победы на мейджоре прошло 11 лет, а с первой победы — 22 года.
23 февраля 2021 года попал в автоаварию, где его машина перевернулась, а сам Вудс оказался на операционном столе с множеством переломов ног.

## Достижения
- Побеждал на самых важных турнирах хотя бы дважды.
- Самый молодой обладатель Карьерного Большого шлема.
- Первая клюшка планеты на протяжении рекордных 623 недель, из них подряд — 281.
- С 1999 по 2000 год Тайгер одержал шесть последовательных побед, такой рекорд никто не повторял со времен Бена Хогана в 1948 году.